# 打卡獵人
《打卡獵人》（英語：Day Shift）是一部2022年美國吸血鬼動作喜劇片，講述一位藍領父親為了家人而到聖費爾南多谷擔任泳池清潔工，但事實上獵殺吸血鬼才是本業。電影由J·J·佩里執導，泰勒·泰西（Tyler Tice）發想故事和編劇，沙伊·哈頓重寫其劇本；主演包括傑米·福克斯、戴夫·法蘭科和史努比狗狗。
《打卡獵人》2022年8月12日在Netflix全球上線。影評界對該片的看法普遍褒貶不一，批評主要針對平淡的情節。

## 劇情
聖費爾南多谷的泳池清潔工巴德·賈布朗斯實際上是吸血鬼獵人，他在一棟房子中獵殺了一名老婦人和一名青年吸血鬼，並用他們的獠牙換錢。但巴德因被逐出吸血鬼獵人公會，只能私下找古董商特洛伊低價換錢。巴德得知前妻喬瑟打算賣掉房子，帶女兒佩姬搬到佛羅里達州，過更好的生活；巴德承諾在一週內籌得一萬美元（佩姬的學費和牙套錢），讓妻小留下。他找上公會老友老約翰，幫自己說服公會負責人洛夫·西格重返公會，以更快獲得現金。
巴德過去因各種違規而遭公會逐出；洛夫最後仍再給了他最後一次機會，但要求櫃檯行政人員賽斯與他搭檔，賽斯也將作為洛夫的眼線，揪出巴德的違規行為、快速趕走他。只想做內勤的賽斯因缺乏獵殺經驗加上自己身為洛夫眼線的身份曝光，而使他時常與巴德爭論不休。與此同時，高等吸血鬼奧黛莉得知女兒（吸血鬼老婦人）死後，殺死了特洛伊並從對方口中得知兇手是巴德，繼而展開復仇。
巴德和賽斯聯手一流獵人——納扎里安兄弟在直搗一間吸血鬼巢穴，但發現屋內大量的吸血鬼都是由各種不同類型的品種組成，事情並不尋常。巴德帶佩姬參加同學的生日派對時發現遭吸血鬼駕車跟蹤，而與對方展開一場飛車追逐，最後成功甩開對方。但一回到喬瑟家，卻發現以房地產身份活動的奧黛莉挾持了喬瑟，最後帶走了妻小，只留下昏迷的巴德和賽斯。巴德醒來後發現賽斯被轉化成吸血鬼，即使被斬首仍活著但需時間自癒。巴德和賽斯找上住家隔壁間的新鄰居海瑟，對方是跟踪自己的吸血鬼；海瑟則坦白自己遭奧黛莉轉化並逼迫，同意帶巴德和賽斯直搗奧黛莉巢穴。巢穴在一間廢棄建築物中，賈布朗斯、賽斯和海瑟開始與大批吸血鬼交戰，但因敵方人數過多而落於下風，直到收到賽斯簡訊的老約翰現身助陣。
賽斯和海瑟留下抵擋吸血鬼大軍，巴德與老約翰入侵巢穴內部的古老地下神殿；老約翰中途被咬傷而自願殿後，用自爆與追兵同歸於盡。賽斯及海瑟與奧黛莉副手克勞斯交手並取勝，巴德則在與奧黛莉的交手中處下風。奧黛莉被喬瑟用木樁貫穿並接下巴德的銀製子彈後，企圖衝向巴德了結對方，但意外遭巴德事先佈下的絞線斬首而亡。巴德帶著妻小與賽斯和海瑟團聚，並讓賽斯繼承老約翰的帽子。洛夫帶著公會清理現場，企圖抓出巴德的違規行徑，但賽斯維護巴德，令洛夫無奈離去；賽斯雖然沒法升官，但巴德仍得以繼續當公會獵人養活家人。
老約翰在爆炸中倖存，並從下水道人孔蓋中爬出地表，輕鬆走在街上。

## 演員
- 傑米·福克斯飾演巴德·賈布朗斯（Bud Jablonski）
- 戴夫·法蘭科飾演賽斯（Seth）
- 史努比狗狗飾演老約翰·艾略特（Big John Elliott）
- 刘承羽飾演海瑟（Heather）
- 梅根·古德（英语：Meagan Good）飾演喬瑟（Jocelyn）
- 凱拉·蘇薩（英语：Karla Souza）飾演奧黛莉·聖費爾南多（Audrey San Fernando）
- 奧立佛·麥蘇希（英语：Oliver Masucci）飾演克勞斯（Klaus）
- 史蒂夫·豪威飾演麥克·納扎里安（Mike Nazarian）
- 史考特·艾金斯飾演迪蘭·納扎里安（Diran Nazarian）
- 艾瑞克·蘭格（英语：Eric Lange）飾演洛夫·西格（Ralph Seeger）
- 彼得·史托馬飾演特洛伊（Troy）
- 希安·布羅德納克斯（Zion Broadnax）飾演佩姬（Paige）

## 製作
吸血鬼獵人題材電影《打卡獵人》在2020年10月20日由Netflix宣布開發，長期擔任第二攝製組導演和特技演員的J·J·佩里首持長片執導筒，故事和初版劇本由泰勒·泰西（Tyler Tice）發想、編寫，沙伊·哈頓之後重寫了劇本。查德·史塔赫斯基、傑森·史皮茲（Jason Spitz）、尚恩·雷迪克（Shaun Redick）及伊薇特·雅特絲·雷迪克（Yvette Yates Redick）擔任監製，傑米·福克斯任職執行製片人兼主演。2021年4月，戴夫·法蘭科、刘承羽、奧立佛·麥蘇希、史蒂夫·豪威、李升熙、梅根·古德、凱拉·蘇薩、史考特·艾金斯、艾瑞克·蘭格、希安·布羅德納克斯（Zion Broadnax）與史努比狗狗加入演出陣容。
主要拍攝始於2021年4月19日，8月22日在加利福尼亞州洛杉磯宣告殺青。

## 發行
《打卡獵人》由Netflix定檔2022年8月12日全球上線。

## 評價
《打卡獵人》獲得的評價褒貶不一，爛番茄根據104條專業評論（59條好評，45條差評），獲得57%新鮮度，平均得分5.6/10，網站影評家共識評論寫道：「遊戲明星和吸引人的愚蠢前提不足以彌補《打卡獵人》毫無創意的動作喜劇片。」。Metacritic 則依據28條評論，總結加權平均分數52分（滿分100分），代表「褒貶不一或中庸」。

## 外部連結
- 在Netflix上觀看《打卡獵人》
- 互联网电影数据库（IMDb）上《打卡獵人》的资料（英文）